# Goran Grubesic
Goran Grubesic (28. srpnja 1982.) je švicarski nogometaš. Igrač je sredine terena. U 2007., igrao je za Croatiju iz Toronta.
- 1999./00. :  BSC Young Boys
- 2000./01. :  BSC Young Boys
- 2001./01. :  FC Winterthur
- 2001./02. :  AC Lugano
- 2002./03. :  FC Concordia Bâle
- 2002./03. :  FC Litex Lovec
- 2003./04. :  Yverdon-Sport FC
- 2004./05. :  Yverdon-Sport FC
- 2005./06. :  Yverdon-Sport FC
- 2006./07. :  Toronto Croatia
- 2007./07. :  Toronto Croatia
- 2007./08. :  Al Fujairah

## Uspjesi
Kanadski prvak s Croatijom iz Toronta 2007.